# Rodolfo Gustavo da Paixão

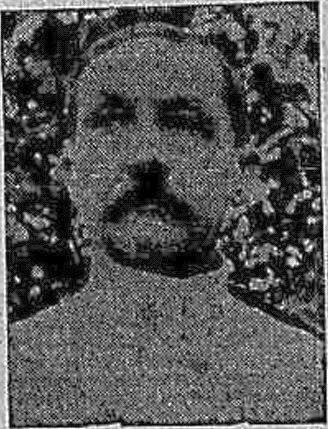
Rodolfo Gustavo da Paixão

Rodolfo Gustavo da Paixão (São Brás do Suaçuí (actual estat de Minas Gerais), 13 de juliol de 1853 — Rio de Janeiro, 18 de novembre de 1925) va ser un militar, polític i poeta brasiler. Era cosí d'Antônio Jacó da Paixão, un dels signataris de la Constitució brasilera de 1891.
L'any 1883, mentre Rodolfo servia en Cruz Alta, Rio Grande do Sul, es va casar amb Josephina Annes Dias. Josephina havia nascut en aquella ciutat el 16 de setembre de 1866, filla de Josephina Lucas Annes i el Coronel Diniz Dias, Baró de São Jacob. En aquella època, Paixão era el director de la Colònia Militar de l'Alt Uruguai (actual Três Passos), creada pel seu sogre el 1879 amb l'objectiu de garantir la predominància de l'Imperi del Brasil en el territori.
El mes següent d'haver-se proclamat la República al Brasil (1889), va ser nomenat president de l'estat de Goiás pel govern provisional del mariscal Deodoro da Fonseca, el 24 de desembre. Va prendre possessió el 24 de febrer de 1890. El 20 de gener de 1891 va deixar la presidència durant un breu període, retornant al càrrec el 18 de juliol del mateix any. Durant aquest interval, Leopoldo de Bulhões i els seus aliats van promulgar una Constitució pròpia per l'Estat de Goiás, el dia 1 de juny de 1891. Rodolfo Paixão, en decret de 10 de juliol de 1891, va cassar el mandat dels vint-i-quatre parlamentaris que havien signat l'acta d'obertura de la Constituent i els va processar per crims de desobediència, sedició i usurpació de funcions. Amb la renúncia del president de la República, Mariscal Deodoro da Fonseca i la seva successió per part de l'anterior vicepresident, Mariscal Floriano Peixoto, va ser destituït de la presidència de l'estat de Goiás el dia 7 de desembre de 1891.
Durant la Revolta de l'Armada de 1893, va ser comandant de la guarnició de Minas Gerais. Al llarg de la seva carrera militar, va ocupar diferents càrrecs: cap d'operacions en els estats de Rio de Janeiro, Paraná, Minas Gerais i Rio Grande do Sul i interventor en l'estat del Maranhão, durant el govern de Nilo Peçanha. El seu últim rang en actiu, l'any 1913, fou el de general de brigada, tot ascendint a mariscal quan va passar a la reserva.

## Literatura
Va publicar els següents poemes:
- Scenas da escravidão (Rio de Janeiro, 1874).
- Victor Hugo e Castellar (Rio de Janeiro, 1876).
- Senio (Alt Uruguai, 1881).[15]
- A Inconfidência (Rio de Janeiro, 1896).[16]
- Trinos e cantos (Rio de Janeiro, 1896).
- Miscelânea, líricos, facetos, quadros e turbilhões. (Porto Alegre, 1885).

Altres gèneres:
- Montepio dos empregados públicos de Goiás (Goiás, 1891).

## Condecoracions
Rodolfo da Paixão va rebre les següents condecoracions de l'exèrcit:
- Cavaller de l'Ordre de Sant Benet d'Avís.
- Medalla Militar d'Or.

## Documents

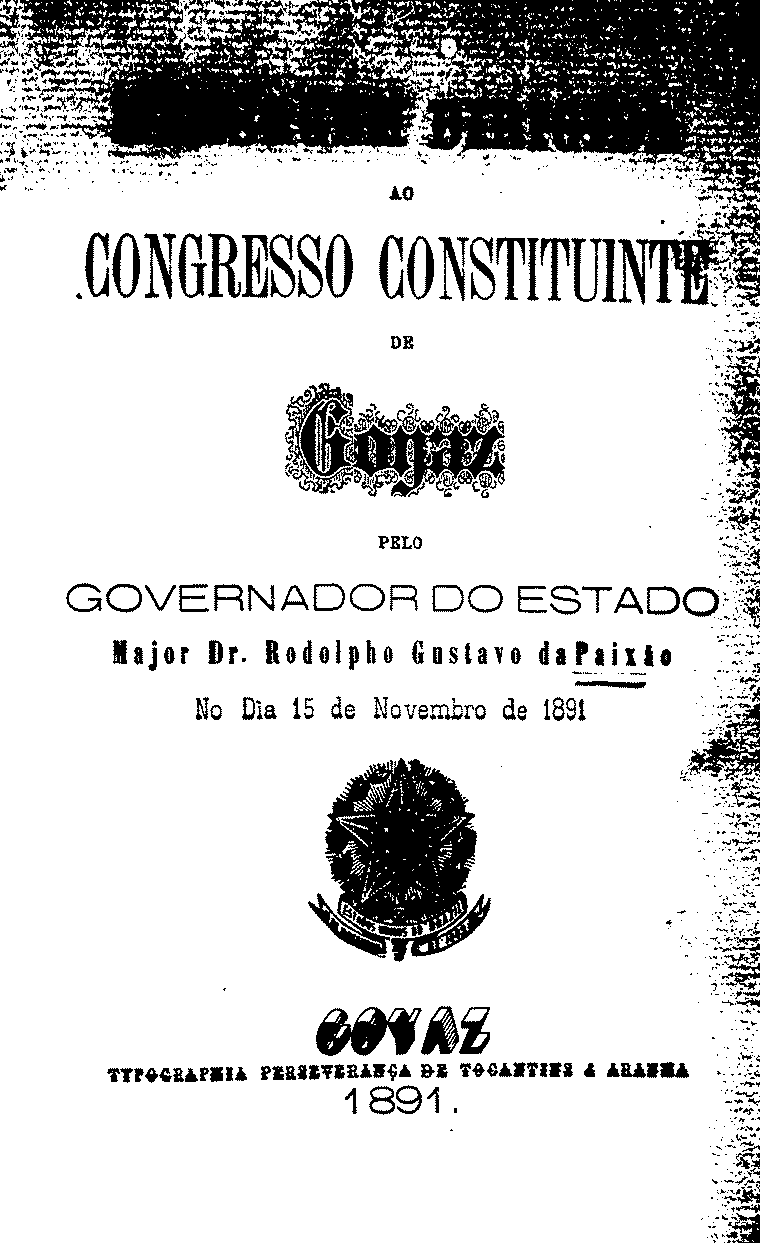
"Mensagem Dirigida ao Congresso Constituinte de Goyaz"
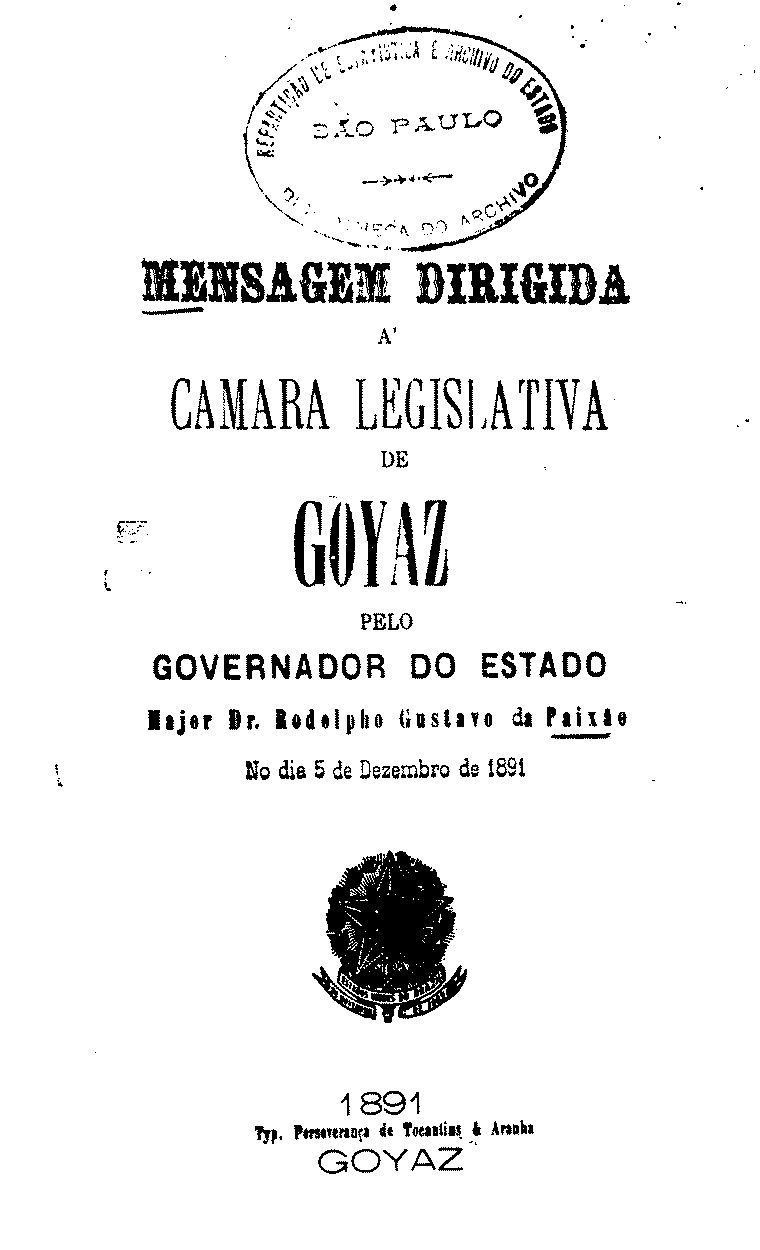
"Mensagem Dirigida à Câmara Legislativa de Goyaz"
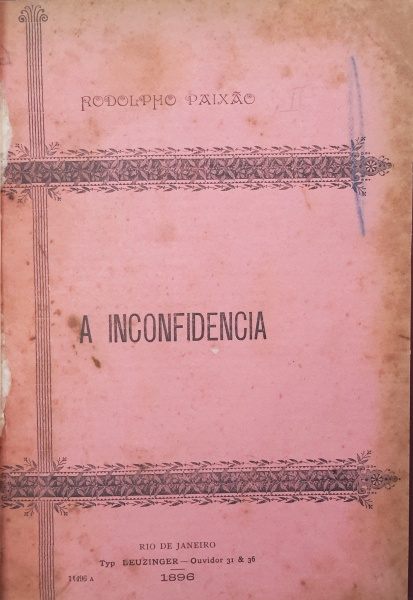
"A Inconfidencia"
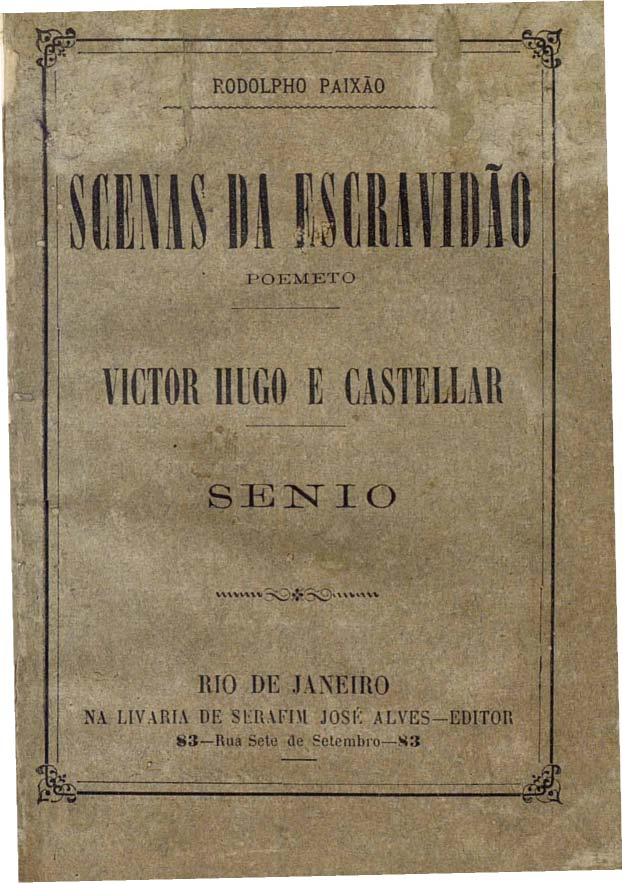
"Scenas da Escravidão"
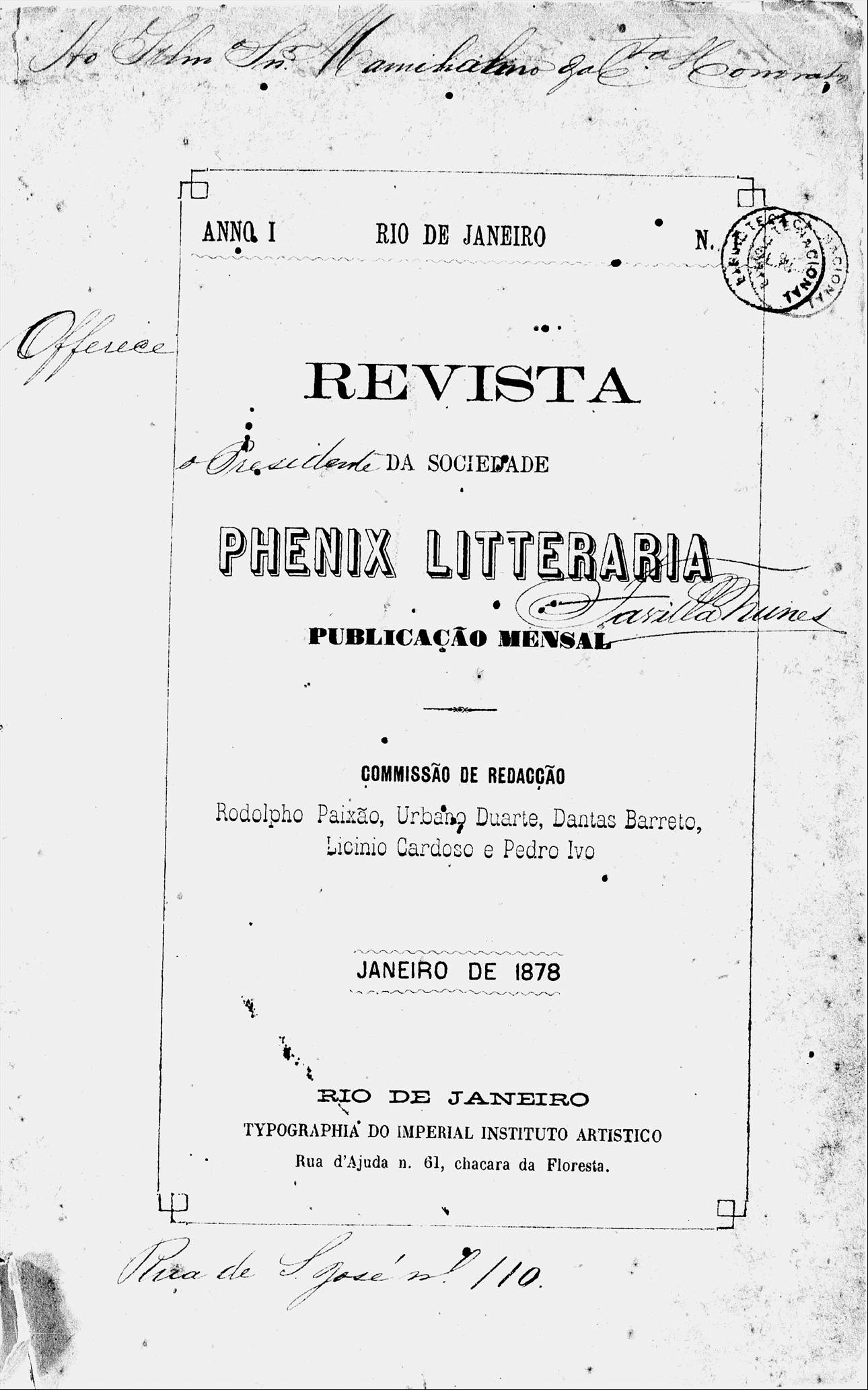
"Revista da Sociedade Phenix Litteraria"